# Lubená dolina
Lubená dolina – dolina w Wielkiej Fatrze na Słowacji. Jest orograficznie lewym odgałęzieniem Gaderskiej doliny wcinającym się w północne stoki szczytu Lubená (1414 m).
Lubená dolina wyżłobiona jest w skałach wapiennych. Jest porośnięta lasem dolina o stromych zboczach, co nadaje jej charakter wąwozu. W jej ścianach są liczne wapienne skały. Znajduje się na obszarze Parku Narodowego Wielka Fatra i podlega dodatkowej ochronie, znajduje się bowiem w rezerwacie przyrody Tlstá. Jest to rezerwat o najwyższym (piątym) stopniu ochrony.
Przez Sokolovo nie prowadzi żaden szlak turystyczny.